# آنتونیو ماکدو
آنتونیو ماکدو (پرتغالی: António de Macedo؛ زادهٔ ۵ ژوئیهٔ ۱۹۳۱در لیسبون - درگذشته ۵ اکتبر ۲۰۱۷) نویسنده، کارگردان فیلم اهل پرتغال بود که بعداً استاد و مدرس دانشگاه شد. وی بین سال‌های ۱۹۶۱ تا ۲۰۱۲ میلادی فعالیت می‌کرد. آنتونیو چندین کتاب، مقالات، فلسفه و داستان را منتشر کرد.